# 趙友同
赵友同（1364年—1418年），字彦如，金华（今浙江金华）人。
趙良仁之子。幼承家學，精於醫術。早年從宋濂游，宋濂屢次對人說:“吾得趙生，意乃暢。”洪武末，任华亭训导，姚廣孝推荐他為太醫院御醫。知水利,，跟随户部尚书夏原吉治水。又与修《永乐大典》。永樂十六年卒，年五十五。